# Талап (Байдібека район)
Тала́п (каз. Талап) — село у складі району Байдібека Туркестанської області Казахстану. Входить до складу Боралдайського сільського округу.
Населення — 584 особи (2021; 623 у 2009, 490 у 1999, 400 у 1989).